# Рождество (село, Рамешковский район)
Рождество— село в Рамешковском районе Тверской области. Относится к сельскому поселению Кушалино.

## География
Находится в 2 километрах к югу от села Кушалино, в месте пересечения старого Бежецкого шоссе с рекой Кушалка. Рядом — деревня Засколье.

## История
Возникла на месте древнего Рождественского монастыря. Каменная церковь в селе была построена в 1848 году с тремя престолами: в холодной - Рождества Христова, в теплой - великомучеников Фрола и Лавра, левый - святой Варвары.
Во второй половине XIX — начале XX века село — центр Рождественского прихода Арининской волости Тверского уезда Тверской губернии.
В 1997 году — 32 хозяйства, 60 жителей.

## Население
| 1859 | 1886 | 1989 | 1997 | 2002 | 2008 | 2010 |
| ---- | ---- | ---- | ---- | ---- | ---- | ---- |
| 82   | ↗92  | ↘66  | ↘60  | ↘56  | ↗78  | ↗92  |

## Достопримечательности
В деревне расположена недействующая Церковь Рождества Христова (1848).

## Известные люди
В селе родился Герой Советского Союза Алексей Дмитриевич Соловьёв.